# بيير دا سيلفا
بيير دا سيلفا (بالإنجليزية: Pierre da Silva)‏ هو لاعب كرة قدم أمريكي، ولد في 28 يوليو 1998 في بورت تشيستير في الولايات المتحدة. شارك مع منتخب الولايات المتحدة تحت 17 سنة لكرة القدم. أما مع النوادي، فقد لعب مع Orlando City B ‏.

## وصلات خارجية
- بيير دا سيلفا على موقع الدوري الأمريكي (الإنجليزية)
- بيير دا سيلفا على موقع قاعدة بيانات كرة القدم.إي يو (الإنجليزية)
- بيير دا سيلفا على موقع Soccerway.com (الإنجليزية)